# Nicolas Montier
Nicolas Montier (* 24. Oktober 1955 in Paris) ist ein französischer Jazzmusiker (Saxophone, Gitarre).

## Wirken
Montier erhielt zunächst Klavierunterricht, bevor er zur Gitarre wechselte und sich 1972 für das Tenorsaxophon entschied, das er als Autodidakt erlernte. Zwischen 1977 und 1983 war er Mitglied des Grand Orchestre du Splendid, spielte daneben aber auch mit Gruppen des Hot Jazz wie Orphéon Célesta oder Irakli (1980). Mit Electropic, Saxomania (Django d’Or 1996) und mit Jean-Loup Lognon spielte er Mainstream Jazz. 1991 gründete er das Trio Colas; er wirkte in den 1990er Jahren in unterschiedlichen Bigbands, etwa der von François Laudet (bis 1977), Stan Laferrière, Michel Pastre oder dem Paris Swing Orchestra. Zunehmend leitete er eigene Combos, mit denen er auch aufnahm; dabei kombinierte er auch sein Trio mit dem Drehorgelspieler Pierre Charial (Swing de Barbarie). Weiterhin arbeitete er als Gitarrist im Quartett von Laferrière, als Baritonsaxophonist bei Marc Richard ( Cooking the Rabbit) und als Tenorist im Duke Orchestra von Laurent Mignard und im European Saxophone Quartet, mit dem er 2007 und 2008 bei JazzAscona auftrat. Er tourte nicht nur in Frankreich, sondern spielte auch auf dem Edinburgh Jazz & Blues Festival und weiteren internationalen Festivals in den Niederlanden, Belgien und den USA.

## Diskographische Hinweise
- Trio Colas (1990)
- Nicolas Montier Quintet (2002)
- Interdit d'ecouter (2004)
- Eclipse (2006)
- Stan Laferrière Il fait toujour beau (2009)

## Lexikalischer Eintrag
- Philippe Carles, André Clergeat, Jean-Louis Comolli (Hrsg.): Le nouveau dictionnaire du jazz, Ed. Robert Laffont, Paris, 2011; ISBN 9782221115923